# Emden zur Zeit der Weimarer Republik
Emden zur Zeit der Weimarer Republik war der wirtschaftliche Schwerpunkt Ostfrieslands und eine Hochburg der Arbeiterparteien in der ansonsten weitgehend agrarisch geprägten Region. Wie andere Orte in der Republik war sie von der Inflation 1923 stark betroffen, die darauf folgende wirtschaftliche Erholungsphase war jedoch kürzer als in vielen anderen Regionen und bereits 1927 wieder vorbei. Die NSDAP gewann ab 1928 zusehends an Einfluss.

## Ausgangslage: Emden als Hafen- und Industriestadt

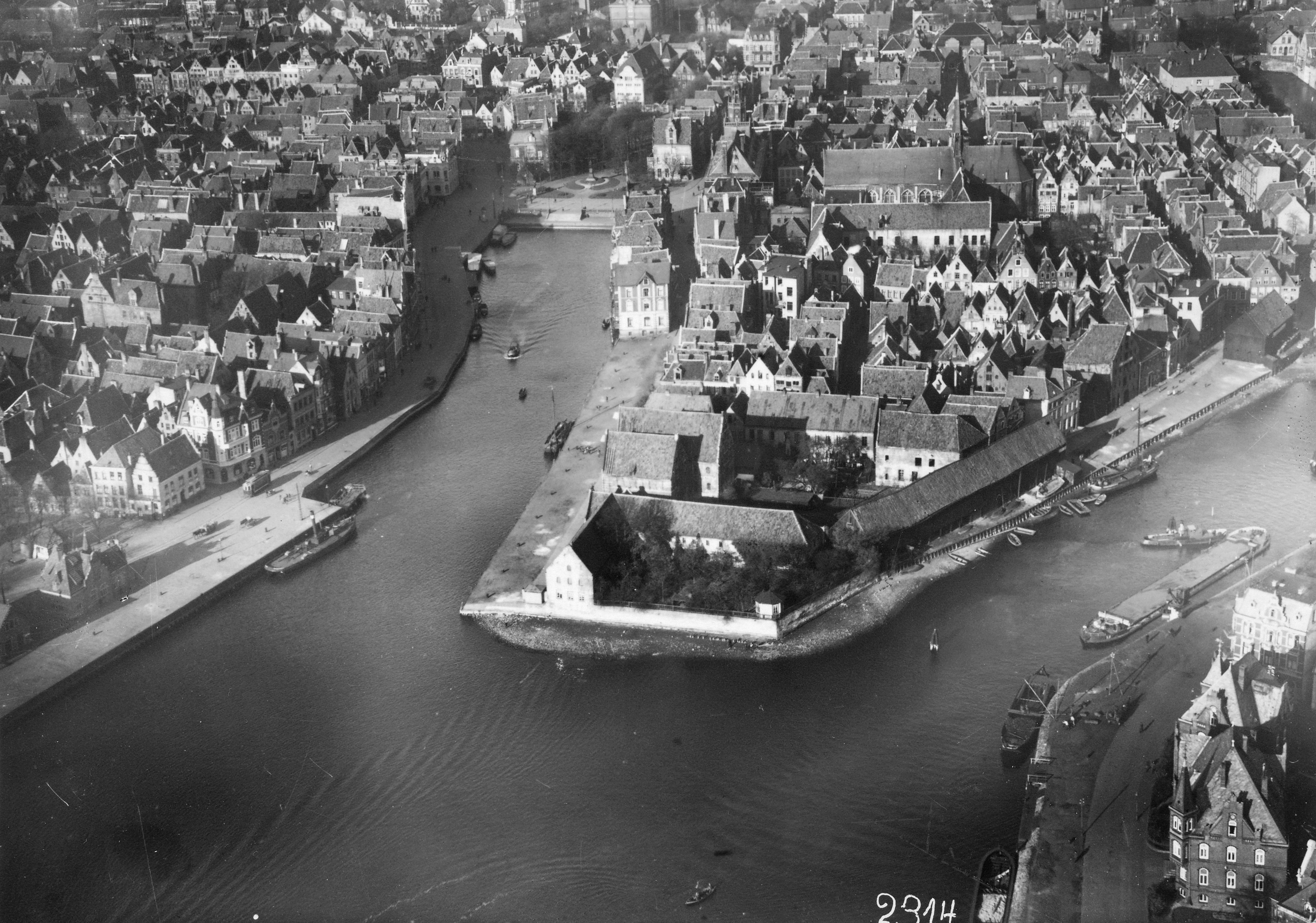
Luftbild 1920

Emden ist seit Jahrhunderten die größte Stadt Ostfrieslands mit dem bedeutendsten Hafen der Region. Seit Ende des 19. Jahrhunderts vollzog sich in der Stadt ein spürbarer wirtschaftlicher Aufschwung, hervorgerufen durch die Funktion als „Seetor“ des aufstrebenden Ruhrgebiets. Der Umschlag im Hafen nahm deutlich zu, vor allem durch den Import von Eisenerz für die Hütten des rheinisch-westfälischen Industriegebiets. Im Jahr 1913 wurde ein Achtel des Eisenerzimports des Ruhrgebiets über den Emder Hafen abgewickelt. Dabei vollzog sich auch in der Stadt selbst eine spürbare Industrialisierung; zu nennen sind vor allem die Nordseewerke (1903), aber auch eine Brikettfabrik des RWKS und weitere schwerindustrielle Betriebe. Da die Nachfrage nach qualifizierten Arbeitnehmern, insbesondere Facharbeitern, in der Stadt selbst nicht befriedigt werden konnte, zogen Arbeiter von außerhalb nach Emden. Die Bevölkerung Emdens wuchs zwischen 1890 und 1910 um 65 %, etwa die Hälfte davon stammte aus den ostfriesischen Moor- und Marschgebieten, die andere Hälfte von außerhalb Ostfrieslands, darunter waren Werft-Facharbeiter aus anderen norddeutschen Städten.
Spätestens mit dem Zuzug der von auswärts stammenden Beschäftigten wuchs in der Stadt auch das gewerkschaftliche und später sozialdemokratische Potenzial in der ansonsten von Liberalen (Nationalliberale und Freisinnige) geprägten Handelsstadt. Erste Ansätze zur Bildung von Arbeitervereinen hatte es bereits nach 1848 gegeben, doch waren sie nicht von Dauer. Dies änderte sich in den 1890er-Jahren.

## Arbeiter- und Soldatenrat
Die Novemberrevolution fand auch in Emden großen Widerhall. Nach der Befehlsverweigerung der Matrosen auf den Kriegsschiffen auf Schillig-Reede bei Wilhelmshaven und dem daraus folgenden Kieler Matrosenaufstand etablierte sich bereits am 6. November 1918 in Emden ein Soldatenrat, der zunächst jedoch aus Marineoffizieren bestand. Am 8. November wurde daraus ein Arbeiter- und Soldatenrat, der die militärische und zivile Gewalt in der Seehafenstadt übernahm. Er galt als der radikalste in Ostfriesland und wirkte teils auch über das Stadtgebiet hinaus. So hieß es in einem Schreiben des Auricher Regierungspräsidenten Theodor von Heppe vom 29. Januar 1919: „Der dortige Arbeiter- und Soldatenrat wirkt nicht nur durch seine Gewaltherrschaft aufreizend und verhetzend auf andere, sondern beabsichtigt auch eingestandenermaßen, sich an die Spitze der Arbeiter- und Soldatenräte in ganz Ostfriesland zu stellen.“ In einem weiteren Bericht vom 27. Februar ergänzte er, dass „sich die Lage des Bezirkes beständig hauptsächlich durch den radikalen Einfluß des Emdener (sic!) Arbeiter- und Soldatenrates in einer die größte Besorgnis erregender (sic!) Weise“ zuspitze. Im Vergleich zum Wilhelmshavener Arbeiter- und Soldatenrat galt der Emder hingegen sogar noch als weniger radikal, was die Historiografie nicht zuletzt auf die Überschaubarkeit der in Emden stationierten Marineeinheiten, vornehmlich U-Boote, Torpedoboote und Geleitboote, zurückführt: „Auf den in Emden liegenden kleinen Flotteneinheiten (…) war die Stimmung der Matrosen nicht bei weitem so revolutionär und gereizt wie auf den großen, in Wilhelmshaven stationierten Schiffen der Hochseeflotte.“ Die Offiziere zogen sich in den folgenden Tagen aus dem Rat zurück, der mehrheitlich von SPD-Politikern beherrscht wurde.

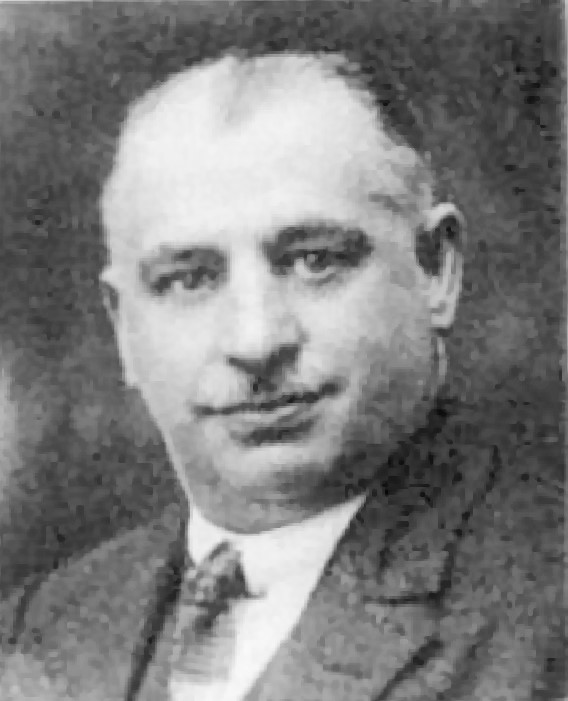
In Emden ohne Widerhall: Bernhard Kuhnt

Die von Bernhard Kuhnt in Wilhelmshaven ausgerufene sozialistische Republik Oldenburg/Ostfriesland blieb in Emden ohne Widerhall. Allerdings gewann nach deren Gründung am 1. Januar 1919 die KPD starken Einfluss. Der Arbeiter- und Soldatenrat blieb jedoch auch in Emden Episode: Nach dem Einmarsch von Regierungstruppen am 27. Februar 1919 wurde er am 1. März des Jahres aufgelöst.
In den Wintermonaten der Jahre 1918/19 kam es von Emden aus zu so genannten „Speckumzügen“ von Arbeitern zu den Bauern umliegender Dörfer, an die sich Landarbeiterunruhen anschlossen. Davon betroffen waren auch die bis heute ländlich geprägten Emder Vororte. Zusammen mit dem Rheiderland war der Landkreis Emden der am stärksten von diesen Unruhen betroffene Teil Ostfrieslands. Diese teils gewalttätigen Plünderungen waren jedoch Ausdruck der schlechten Ernährungslage, weniger ein revolutionäres Unterfangen. Die Lage beruhigte sich erst nach der Entsendung von in der Region stationierten Truppen der Reichswehr. Als Reaktion darauf bildeten sich in fast allen Ortschaften in der Emder Umgebung sowie in der Stadt selbst Einwohnerwehren.
Die Einwohnerwehr Emdens (als größter ostfriesischer Stadt) war die nach Kopfzahl (662) und Bewaffnung (500 Waffen) stärkste Ostfrieslands. Auch die Wehren in den umliegenden Dörfern und heutigen Stadtteilen waren im ostfrieslandweiten Vergleich von hervorgehobener Bedeutung, so war die Einwohnerwehr des Vorortes Wybelsums zusammen mit derjenigen in Oldersum die nach Kopfzahl zweitstärkste im Landkreis Emden nach derjenigen in Pewsum und umfasste 80 Personen. Diese verfügten über 20 Waffen. Aufgelöst wurden die Einwohnerwehren erst nach einem entsprechenden Erlass des preußischen Innenministers Carl Severing am 10. April 1920.

## Politische Entwicklung von 1919 bis 1933
In Emden gab es aufgrund der sozioökonomischen Struktur der Stadt während der Weimarer Republik nicht nur eine starke sozialdemokratische Bewegung, auch die Kommunistische Partei war sehr aktiv und erzielte bei Wahlen im Reichsvergleich überdurchschnittliche Ergebnisse (s. Tabelle). Es gab einen „(…) erheblichen kommunistischen Einfluß unter den Hafenarbeitern, den Belegschaften der Fischverarbeitungsbetriebe und Werften, den Matrosen der Heringsfangflotte (…).“ Nach einer späteren Charakterisierung in den Deutschland-Berichten der Sopade galten die Hafenarbeiter von Emden als „eine ziemlich radikale Gruppe“. Laut einer Volks- und Berufszählung aus dem Jahr 1925 arbeiteten 37,1 % der Emder Beschäftigten im Bereich Handel und Verkehr, weitere 29,5 % im Bereich Industrie und Handwerk. Durch die Eingemeindung von Wolthusen und Borssum 1928 erhöhte sich das Potenzial der Sozialdemokraten und vor allem der Kommunisten nochmals, denn in Borssum verfügte die KPD 1928 über eine Mehrheit im kommunalen Rat. In der vor dem Ersten Weltkrieg liberalen Hochburg Ostfriesland, innerhalb derer die Stadt Emden eine hervorgehobene Stellung besaß, schmolzen die Reichstagswahlergebnisse der beiden größten liberalen Parteien DDP und DVP nach und nach zusammen: Hatten sie 1919 zusammen noch 45 Prozent der Wählerstimmen errungen, so waren es bei der letzten noch als halbwegs frei zu bezeichnenden Wahl im März 1933 gerade einmal noch 5,4 Prozent – also war es recht genau ein Verlust von 40 Prozentpunkten. Bereits bei der Reichstagswahl im Mai 1924 hatte sich auch in Emden ein Ruck nach rechts angedeutet, der nach 1928 noch einmal deutlich zunahm und an Schnelligkeit gewann. Die im gesamten Reich starke, katholisch geprägte Zentrumspartei, Teil der Weimarer Koalition, spielte im protestantischen Emden während der gesamten Jahre der Weimarer Republik nur eine äußerst untergeordnete Rolle.
| Partei   | Jan. 1919 | Juni 1920 | Mai 1924 | Dez. 1924 | Mai 1928 | Sep. 1930 | Juli 1932 | Nov. 1932 | März 1933 |
| -------- | --------- | --------- | -------- | --------- | -------- | --------- | --------- | --------- | --------- |
| KPD      | –         | 6,9 %     | 16,9 %   | 10,4 %    | 18,6 %   | 17,4 %    | 18,3 %    | 20,2 %    | 18,5 %    |
| USPD     | 10,0 %    | 21,8 %    | 0,7 %    | –         | –        | –         | –         | –         | –         |
| SPD      | 35,4 %    | 13,2 %    | 18,1 %   | 25,4 %    | 26,0 %   | 23,5 %    | 24,0 %    | 22,7 %    | 20,2 %    |
| Zentrum  | 3,4 %     | 3,5 %     | 3,6 %    | 3,6 %     | 2,8 %    | 2,0 %     | 2,5 %     | 2,5 %     | 2,5 %     |
| DDP      | 32,6 %    | 15,0 %    | 11,6 %   | 16,6 %    | 11,1 %   | 9,7 %     | 4,5 %     | 4,3 %     | 3,6 %     |
| DVP      | 12,4 %    | 29,4 %    | 19,2 %   | 22,1 %    | 15,9 %   | 6,2 %     | 2,0 %     | 3,3 %     | 1,8 %     |
| DNVP     | 6,2 %     | 8,6 %     | 16,4 %   | 15,1 %    | 12,3 %   | 8,5 %     | 7,5 %     | 11,0 %    | 12,2 %    |
| NSDAP    | –         | –         | 7,2 %    | 4,3 %     | 2,3 %    | 23,2 %    | 37,3 %    | 31,2 %    | 38,3 %    |
| Sonstige | –         | 1,6 %     | 6,3 %    | 2,6 %     | 11,1 %   | 9,6 %     | 3,9 %     | 4,9 %     | 2,4 %     |

Gefettete Zahlen bedeuten ein Ergebnis über dem reichsweiten Anteil der Partei, das Ergebnis der NSDAP im Juli 1932 ist gefettet und kursiv, da es exakt dem Reichsdurchschnitt entsprach.
Die Stadt Emden war aufgrund der französischen Ruhrbesetzung 1923 von ihrem Hauptmarkt, dem Ruhrgebiet, abgeschnitten. Ein- und Ausfuhr von Erz und Kohle nahmen deutlich ab. Auch die heimische Industrie, namentlich der Schiffbau, kam aufgrund einer Werftenkrise in den Jahren 1923/24 vorübergehend zum Erliegen.
In den folgenden drei Jahren erholte sich die wirtschaftliche Entwicklung im Hafen wieder etwas. Allerdings war mit dem Übergang der Massengut-Umschlagsanlagen von der Westfälischen Transport-Actien-Gesellschaft zur staatseigenen (= preußischen) Emder Hafenumschlagsgesellschaft (1926) auch ein Investitionsprogramm verbunden, das die Hafenanlagen zwar zu den nach Ansicht der örtlichen Industrie- und Handelskammer „modernsten Europas“ im Massengutverkehr werden ließ, jedoch mit der Wegrationalisierung von Arbeitsplätzen verbunden war. Die Arbeitsplatzverluste waren auf dem Emder Arbeitsmarkt kaum zu kompensieren. Die nächste schwerwiegende Krise ereignete sich im Jahr 1927, also genau in jenem Jahr, in dem die deutsche Industrie ihre höchsten Gewinne während der Weimarer Jahre erzielte. Seit Mitte November streikten rund 1500 Binnenschiffer und legten damit den Verkehr auf dem Dortmund-Ems-Kanal lahm. Am Ende des Jahres streikten auch die Bergleute in den schwedischen Erzgruben sowie schwedische Hafenarbeiter, so dass der Erzimport aus Schweden vollständig zum Erliegen kam. Als Konsequenz hatte sich die Arbeitslosenzahl in Emden Ende 1927 in etwa verdoppelt.
Am 11. August 1928 gründete der damals 18-jährige Gymnasiast Johann Menso Folkerts die Ortsgruppe der NSDAP. Blieb sie zunächst bei Wahlen noch unbeachtet, so steigerte sich ihr Anteil bei den Wahlen bis 1933 erheblich. Auf lokaler Ebene legten die Nationalsozialisten ebenfalls zu. Sie machten sich unter anderem die finanzielle Situation zu Nutze: Die Stadt war in den späten Jahren der Weimarer Republik (und auch darüber hinaus) stark verschuldet. Obgleich viele Einwohner durchaus nicht unvermögend waren, hob der Magistrat zunächst die Steuern nicht an, um die Schulden abzubauen. Die Steuersätze blieben vielmehr über längere Zeit klar unter dem Durchschnitt der Nachbarstädte. Die NSDAP sprach in Wahlkämpfen daher von Misswirtschaft.

## Städtebau
Mehrere Viertel erhielten deutlich Entwicklungsschübe, darunter das Behördenviertel, Herrentor, Klein-Faldern, Barenburg und Port Arthur/Transvaal.